# Jeff Wohlgenannt
Günther „Jeff“ Wohlgenannt (* 3. April 1953 in Lustenau) ist ein österreichischer Jazzmusiker (Kontrabass, E-Bass). Er ist in einem stilistischen Spektrum von Jazz über Latin bis hin zu Funk und Blues tätig.

## Wirken
Wohlgenannt studierte zunächst klassischen Kontrabass am Konservatorium Bregenz, dann widmete er sich einem Jazzstudium an der Hochschule für Musik und darstellende Kunst Graz. 1976 wurde er beim internationalen Jazzfestival Nagold als bester Bassist ausgezeichnet.
Nach dem Studienabschluss war Wohlgenannt seit 1984 in Vorarlberg im Bereich des Musikschulwerkes tätig, zunächst an den Musikschulen Feldkirch und Bregenz. Zwischen 1983 und 1994 wurde er als Mitglied von Charly Antolinis Band Jazz Power bekannt, mit der er international tourte und ab 1985 mehrere Platten veröffentlichte. Daneben leitete er seit 1983 eigene Bands wie Jeff’s Unit. Später musizierte er mit Jeff Wohlgenannt & Friends. Er legte Alben wie Cool Cat (1983), Nighthawk Feeling (1993) oder Sunshine Everywhere (2005) mit eigenen Kompositionen vor. Im Trio Jazz3 tritt er mit Peter Gartner und Roland Jenny auf.
Wohlgenannt nahm an zahlreichen Jazzfestivals in Europa teil. Mit Musikern wie Art Farmer (Aufnahme für Amiga in Ostberlin 1983), Barbara Thompson, Tom Harrell, Woody Shaw, Buddy DeFranco, Karl Ratzer, Fritz Pauer, Harry Pepl, Lee Harper, Allan Praskin, Lou Blackburn oder Tone Janša war er auf Tourneen in Europa und Nordamerika. Er ist auf Studioaufnahmen mit Tom Harrell und John Scofield zu hören, weiterhin auf Alben mit Max Greger jr., Day Light und der Gus Brendel Swing-Group.

## Diskographische Hinweise
- Erich Bachträgl, Uli Rennert, Jeff Wohlgenannt, Mike Gottwald: Gollum (Bellaphon 1981)
- Jeff Wohlgenannt & Friends Relax (Berton 1988, mit Rick Keller, Malcolm Green, Dejan Pečenko, Laszlo Spiro, Heinz Lieb)

## Lexikalische Einträge
- Elisabeth Kolleritsch: Wohlgenannt, Günther („Jeff“). In: Oesterreichisches Musiklexikon. Online-Ausgabe, Wien 2002 ff., ISBN 3-7001-3077-5; Druckausgabe: Band 5, Verlag der Österreichischen Akademie der Wissenschaften, Wien 2006, ISBN 3-7001-3067-8.